# Templo de Feather River
El Templo de Feather River es uno de los templos construidos y operados por la Iglesia de Jesucristo de los Santos de los Últimos Días, ubicado en la ciudad de Yuba City, California.
La planes de construir un templo en el centro de California fueron anunciada por el presidente de la iglesia, Russell M. Nelson, el 7 de octubre de 2018, durante la conferencia general de la iglesia. El Templo de Feather River California se anunció al mismo tiempo que otros 11 templos.Para el momento del anuncio, el número de templos de la iglesia en funcionamiento o anunciados era 201.
El 18 de julio de 2020, se llevó a cabo una palada inicial para indicar el inicio de la construcción, presidida por las autoridades generales de la region.  Los planes presentaron un templo de dos pisos, de una sola aguja y de 38,000 pies cuadrados. El templo está construido en un terreno de nueve acres que anteriormente tenía un centro de reuniones de la iglesia. 
El templo fue dedicado el 8 de octubre de 2023 por Ulisses Soares.